# Myrmarachne augusta
Myrmarachne augusta là một loài nhện trong họ Salticidae.
Loài này thuộc chi Myrmarachne. Myrmarachne augusta được Elizabeth Maria Gifford Peckham & George William Peckham miêu tả năm 1892.